# Dick van 't Sant
Dick Willem van 't Sant (Bloemendaal, 25 juli 1932 - Nieuwegein, 9 februari 2008) was een Nederlands hoorspelacteur, diskjockey en regisseur.

## Achtergrond
Van 't Sant trad in 1958 toe tot de Hoorspelkern van de Nederlandse Radio Unie, waar hij vijf jaar zou blijven. Daarna maakte hij de overstap naar de NCRV-televisie.

## Radio
Dick van 't Sant was de eerste diskjockey van Nederland. Op 11 september 1959 presenteerde hij voor de VARA-radio het programma Tijd voor Teenagers. Als schuilnaam bediende hij zich van de naam Dick Duster. In 1990, tijdens een vraaggesprek met Mont=Oor, de schoolkrant van het Montessori Lyceum Herman Jordan, dat hij zelf als leerling bezocht had, vertelde hij dat de naam duster een verhaspeling was naar het woord dust en daarmee verwees naar zijn eigen achternaam. Na enige tijd nam Herman Stok de presentatie van hem over.
In zijn tijd bij de Hoorspelkern was hij te horen met bekende collegae als Jos Brink, Hans Karssenbarg, Constant van Kerckhoven, Paula Majoor, Donald de Marcas en Trudy Libossan. Hij was te horen in tientallen producties, waaronder "Een Aziaat krijgt de Nobelprijs", "Scaramouche" en "Wij, wonderkinderen". Ook was hij te horen in de zeer populaire reeks Paul Vlaanderen

## Televisie
In 1963 ging hij werken voor de NCRV. Hij werkte daar als regisseur en later als plaatsvervangend hoofd Gevarieerde programma's. Hij was een tijd regisseur van Swiebertje en toen de reeks minder populair werd, bedacht hij de figuur van Malle Pietje, een rol die briljant werd neergezet door Piet Ekel. Het bleek een gouden greep te zijn.
In 1972 regisseerde hij Het meisje met de blauwe hoed met als belangrijkste acteurs Jenny Arean, Huib Rooymans en André van Duin. Hij zag de serie als zijn meesterwerk.
Daarna was hij betrokken bij de opnames van Sil de Strandjutter, dat in 1976 werd uitgezonden. In 1984 werd Schoppentroef uitgezonden, dat hij onder meer regisseerde met Aart Staartjes.
Ook was hij betrokken bij de hilarische spelshow Zeskamp van de NCRV, waarbij de inwoners van twee dorpen elkaar bestreden. De meest legendarische glijpartij werd wel de Sinterklaasrace, waarbij vier hulpklazen een luchtkussen moesten beklimmen dat met groene zeep was ingesmeerd. Als eindredacteur drukte hij ook zijn stempel op Spel zonder Grenzen, waarbij teams uit verschillende landen de meest doldwaze opdrachten deden. In het eerdergenoemde vraaggesprek met Mont=Oor gaf hij aan vooral veel plezier beleefd te hebben aan de voorbereidingen, waarbij de spelonderdelen werden bedacht.
In 1993 ging Van 't Sant met pensioen.